# Vild graviditet
Vild graviditet (engelska: wild pregnancy) är en graviditet och förlossning som genomförs utan kontroller hos mödravården eller assistans av sjukvårdspersonal och barnmorska. Ordet finns med på 2023 års nyordslista.
En vild graviditet innebär att graviditeten är oövervakad, och att kvinnan inte går på några kontroller hos mödravården. Vild graviditet är synonymt med frifödsel eller (engelska: freebirth) och kan också beskrivas som en planerad förlossning som är oassisterad och sker utan att sjukvårdspersonal eller barnmorska närvarar.
Anledningen till att välja vild graviditet kan vara att kvinnan blivit traumatiserad under tidigare födsel på sjukhus och söker alternativ. Det kan också vara att man inte önskar att ha en barnmorska närvarande under förlossningen eftersom det ska vara en intim familjeangelägenhet. Vild graviditet har beskrivits som något den gravida kvinnan genomfört själv utan ultraljud eller mediciner, och "överlåtit förlossningen till sin kropp".
Begreppet fick uppmärksamhet och spridning i Sverige 2023 när renlevnadsmänniskan och influencern ”Yoga girl”, Rachel Bråthén, genomförde en vild graviditet som skildrades i en dokumentär i tre delar i SvD:s poddserie ”Yoga girls vilda graviditet”. Bråthén fick kritik eftersom hon ansågs utsätta barnet för onödiga risker.